# 阿佛洛狄西亚的亚历山大
阿佛洛狄西亚的亚历山大（希臘語：Ἀλέξανδρος ὁ Ἀφροδισιεύς）是古希腊亚里士多德著作评论家和哲学家，生于卡里亚的阿佛洛狄西亚，并在3世纪初在雅典生活和教学，在那里他担任过逍遥学派学校的负责人。他对亚里斯多德的著作发表了许多评论，现有评论包括先验分析、主题、气象学、感官和感性以及形而上学。一些原始论文也得以留存，其中包括《命运论》一书，他在其中反对斯多葛式的必然性学说。另有一部著作《灵魂》。他对亚里斯多德的评论被认为非常有用，以至于因此被称为“评论家”。亚历山大带以他的名字命名。